# Daniel Stefański
Pour les articles homonymes, voir Stefańska.
Daniel Stefański, né le 2 juillet 1977 à Bydgoszcz, est un arbitre de football polonais. Il est licencié à la FIFA depuis 2013.

## Biographie
Daniel Stefański officie pour la première fois en première division polonaise le 14 août 2009, lors du match Ruch Chorzów - Arka Gdynia.
En 2013, il devient « arbitre FIFA » et est autorisé à pratiquer son métier sur les pelouses internationales. Le 4 juillet 2013, Daniel Stefański arbitre son premier match de coupe d'Europe, opposant le Gandzasar Kapan à Aktobe pour le premier tour préliminaire de la Ligue Europa. Trois mois plus tard, le 15 octobre, il officie pour la première fois lors d'un match de sélections nationales, lors des éliminatoires de la Coupe du monde 2014 (Hongrie - Andorre).
En avril 2015, il est désigné arbitre de la finale de la Coupe de Pologne 2015.